# Gueule Tapée-Fass-Colobane
Gueule Tapée-Fass-Colobane ist einer der 19 Stadtbezirke der Metropole Ville de Dakar, der Hauptstadt Senegals mit dem Status einer Gemeinde (commune).

## Geografie
Gueule Tapée-Fass-Colobane liegt im Südwesten der Cap-Vert-Halbinsel. Der Stadtbezirk erstreckt sich lang und schmal von der Bucht und dem Strand von Soumbedioune mit der Corniche ouest Im Süden rund drei Kilometer nach Norden bei einer Breite von rund 500 bis 800 Meter. Der Stadtteil Gueule Tapée liegt im Süden an der Küste. Nach Norden schließt sich der Stadtteil Fass an, gefolgt von Colobane im Nordosten. Benachbart sind im Uhrzeigersinn die Stadtbezirke Fann-Point E-Amitié im Westen, Grand Dakar und HLM im Norden und im Osten Hann-Bel Air sowie Médina.
Der Stadtbezirk hat eine Fläche von 2,028 km². Er ist fast vollständig bebaut und dicht besiedelt.

## Geschichte
Im Jahr 1996 wurde Gueule Tapée-Fass-Colobane als commune d’arrondissement im Arrondissement de Dakar Plateau zu einem Stadtbezirk der Metropole Ville de Dakar. Im Jahr 2014 erhielt der Stadtbezirk, wie in Senegal alle communes d'arrondissement, den landesweit einheitlichen Status einer Gemeinde (commune).

## Bevölkerung
Die letzten Volkszählungen ergaben für den Stadtbezirk jeweils folgende Einwohnerzahlen:
| Jahr | Einwohner |
| ---- | --------- |
| 1988 | …         |
| 2002 | 54.548    |
| 2013 | 52.269    |
| 2023 | 59.227    |

## Infrastruktur und Kultur
Der Strand von Soumbedioune ist Stützpunkt der noch traditionell mit Pirogen betriebenen Küstenfischerei und eines Fischmarkts.
Zwischen Fass und Colobane liegt der Place de l’Obelisque mit dem Monument de l’Indépendance.
In Colobane gibt es eine Anschlussstelle an die Autoroute 1, die von der Innenstadt zu dem neuen Flughafen Dakar-Blaise Diagne führt. An diesem Verkehrsknotenpunkt direkt neben der A1 liegt der Busbahnhof Gare routière de Colobane.